# FC Dagdizel Kaspiysk
El FC Dagdizel Kaspiysk (del ruso: Футбольный клуб «Дагдизель» Каспийск) fue un club de fútbol ruso de la ciudad de Kaspisk, fundado en 1949. El club disputaba sus partidos como local en el Estadio Trud y juega en la segunda división, el tercer nivel en el sistema de ligas ruso. Previamente fue conocido como Sudostroitel Kaspiysk (1949–1967), Trud Kaspiysk (1968–1986), Torpedo Kaspiysk (1987–1989), Kaspiy Kaspiysk (1990–1993) y Argo Kaspiysk (1994).

## Jugadores
Actualizado al 4 de septiembre de 2012, según RFS (enlace roto disponible en Internet Archive; véase el historial, la primera versión y la última)..